# 索博利夫卡 (沃洛奇斯克區)
49°37′4″N 26°13′13″E / 49.61778°N 26.22028°E
索博利夫卡（烏克蘭語：Соболівка）是位於烏克蘭西部的村莊，由赫梅利尼茨基州裡赫梅利尼茨基區的沃洛奇斯克市鎮負責管轄。該村始建於1650年，面積0.32平方公里，海拔高度293米，2001年人口63，人口密度每平方公里196.9人。